# Теегин Герл (Черноземельский район)
Теегин Герл (калм. Теегин Герл) — посёлок в Черноземельском районе Калмыкии, в составе Адыковского сельского муниципального образования. Теегин Герл расположен в 10 км к северо-востоку от посёлка Адык.

## Этимология
Название населённого пункта (калм. Теегин Герл) - можно перевести как место "свет в степи" (калм. теегин - степной, полевой; калм. герл - свет, освещение, луч).

## История
Дата основания не установлена. Предположительно основан во второй половине XX века. Впервые отмечен на топографической карте 1984 года

## Население
| 2002 | 2010 | 2013 |
| ---- | ---- | ---- |
| 102  | ↗110 | ↘78  |

Национальный состав
Согласно результатам переписи 2002 года большинство населения посёлка составляли даргинцы (71 %)